# Ego (buddyzm)
Ego – w buddyzmie oznacza świadomość siebie jako oddzielnego bytu, będącą złudzeniem. Doktryna "braku ja" (czyli anatta) mówi o złudzeniu "ja", czy też osobowości jako niezależnego i trwałego (patrz anicca) bytu, podczas gdy w rzeczywistości składają się na nie zjawiska (patrz skandha), które istnieją w nietrwały i zależny od innych zjawisk sposób (patrz dwanaście ogniw współzależnego powstawania).

## Interpretacja praktyczna
Powyższa definicja prowadzić może też do nieporozumień w potocznych dyskusjach, w których używa się zwrotów mówiących o zabijaniu ego, wykorzenianiu ego, pozbywaniu się ego. Z punktu widzenia buddyjskiej praktyki rozumienie dosłowne u osób nie posiadających osobistego nauczyciela lub silnego związku ze wspólnotą może doprowadzić do pomyłek i niepowodzeń. Najczęstsze pomyłki, to na przykład traktowanie swojej osoby jako niezależnego bytu, którego należy się pozbyć, czy traktowanie swojego ego jako substancjalnego abstraktu uważanego za zbędny i kłopotliwy. Podsumowując: buddyjskie ego to nie jest ego freudowskie, nie jest to też poczucie ja, ani nie jest to ego społeczne, choć są części wspólne. Buddyjskie ego jest nazwą na pewien zestaw procesów, które mogą i powinny być postrzegane na różnych poziomach ogólności, w zależności od poziomu zaawansowania praktykującego.

## Ego w doświadczeniu
Buddha nauczał o dwóch prawdach: konwencjonalnej i absolutnej. Chociaż nauki absolutne mówią, że żadne ego nie istnieje, więc nie ma czegoś, z czym można by pracować, to jednak na co dzień można doświadczyć szeregu procesów, które świadczą o jego istnieniu. Dzieje się tak, ponieważ doświadczenia prezentowane przez nauki absolutne mogą być pojęte tylko przez ludzi, którzy urzeczywistnili prawdziwą naturę Umysłu. Praktykujący potrzebuje przebyć pewną drogę, używając pewnych metod, które można zastosować w odniesieniu do wielu procesów, które składają się na tak zwane ego. Oczywiście, ta droga może prowadzić do punktu wyjścia, lecz sam proces jej przechodzenia (stosowania metod) zmienia praktykującego.

## Ego a przyczyna cierpienia
Budda Siakjamuni wskazał, że przyczyną cierpienia jest niewiedza. Ta podstawowa niewiedza oznacza, że postrzegamy siebie jako oddzielne, niezależnie istniejące byty. Cierpimy więc, ponieważ nie urzeczywistniamy (nie posiadamy ugruntowanego doświadczenia) "pustości" swojej indywidualnej tożsamości, a co za tym idzie "pustości" rzeczy i stanów. Pogląd taki sprawia, że doświadczamy świat w biegunowy, dualistyczny sposób. Pojawiają się także trzy trucizny umysłu sprawiające, że iluzja ta jest podtrzymywana. Te trzy trucizny, to przywiązanie ("chcę tego"), awersja ("nie chcę tego") i pomieszanie ("nie wiem, czego chcę"). Na wyższym poziomie trzy trucizny jawią się jako przeszkadzające uczucia: gniew, duma, pożądanie, zazdrość i ignorancja. Różne wariacje występowania i nasilenia tych pięciu przeszkadzających uczuć dają w efekcie 84000 możliwych stanów iluzorycznych. Buddyjskie ego może być rozumiane jako przyczyna tych stanów, jako trwanie tych stanów, jako trzy trucizny, jako przyczyna trzech trucizn, jako podstawowa niewiedza, a także jako źródło podstawowej niewiedzy. Należy jednak jeszcze raz zaznaczyć, że w praktyce zależy to od zdolności praktykującego, który (jeśli w ogóle któryś) z przedstawionych wariantów będzie dla niego w danym momencie czasu najbardziej pomocnym.

## Zestawy praktyk
Aby pracować z cierpieniem ego szkoły buddyzmu tybetańskiego posługują się najpierw technikami pracy z głównymi uczuciami pomieszanymi przy użyciu praktyk wstępnych zwanych Nyndro, a następnie skupiają się na zmianie w domenie głęboko zakorzenionych koncepcji i zmianie sposobu przeżywania siebie i świata przy pomocy uspokajania umysłu i medytacji wglądu. Szkoły buddyzmu zen stosują technikę pracy z przekonaniami zwaną Koan i siedzącą medytację zazen.
W zależności od predyspozycji praktykującego doświadczenie prawidłowego przeżywania siebie może nastąpić w dowolnym momencie treningu.